# 스즈키 나오코
스즈키 나오코(鈴木奈穂子 すずき なおこ[*], 1982년 1월 29일 ~ )는 일본 NHK의 여성 아나운서이다.

## 생애
스즈키 나오코(鈴木奈穂子) 아나운서는 1982년 1월 29일 일본 가나가와현 요코하마시 출신으로. 호세이 대학 여자고등학교를 졸업하고 호세이 대학 사회학부 졸업 후 2004년 입사.입사 동기는 이노우에 아사히 아나운서이다. 2012년 11월22일 TBS 디렉터와 결혼.
그녀는 중학교 시절에 관악부에서 트럼펫을 담당했었고 고등학교 시절에는 악대 지휘자를 한 경험이 있었다, 2021년 4월 출산 휴가를 마치고 2년 만에 복귀. 3월 말에 NHK 아나운서직을 퇴직하는 오미 유리에 아나운서의 후임으로 『 아사이치 』의 사회에 맡을 예정이다.

## 방송 경력
- NHK 뉴스 오하요 일본 (2010년 3월 - 2015년 3월 27일)
- NHK 뉴스 7 (2017년 4월 3일 - 2019년 3월 29일) ♦출산 휴일로 2019년 3월 29일까지 진행 후 휴직
- 아사이치 (2021년 3월 29일 - ) ♦2년간에 출산 휴가 복귀 후 첫방송